# 山东肿足蕨
山东肿足蕨（学名：Hypodematium sinense）为肿足蕨科肿足蕨属下的一个种。

## 扩展阅读
- 維基物種上的相關：山东肿足蕨